# 桐田勝治
KATSUJI（本名：桐田勝治、1971年9月11日 - ）は、大阪府大阪市出身のドラマー。血液型はA型。
1988年にGargoyleに加入（2018年脱退）。アニメタル、VOLCANO、2006年からはザ・クロマニヨンズでサポートメンバー（事実上メンバー扱い）を兼ね、いずれもドラムを担当。

## 参加アーティスト、アルバム
- Gargoyle（1988年-2018年）
- イースIV The Dawn of Ys（1993年）
- アニメタル（1997年 - 2006年）
- 黒夢
  - 「CORKSCREW」（1998年）
- 屍忌蛇
  - 「STAND PROUD」（1998年）
- 柴田直人
  - 「REST IN PEACE 〜TANKS TO COZY〜」（1998年）
  - 「STAND PROUD II」（1999年）
- VOLCANO（2000 - 2001年）
- ザ・クロマニヨンズ（2006年 - ）